# Forsthaus Holbeck West
Forsthaus Holbeck West ist ein Wohnplatz der Gemeinde Nuthe-Urstromtal im Landkreis Teltow-Fläming in Brandenburg.

## Geografische Lage
Der Wohnplatz liegt im südlichen Bereich der Gemeinde und dort rund 6,7 km südöstlich von Luckenwalde unmittelbar nördlich der Landstraße 73. Westlich liegt der Ortsteil Jänickendorf der Gemeinde, östlich der weitere Ortsteil Holbeck. Die nordwestlich gelegenen Flächen werden landwirtschaftlich genutzt und durch den Wallisch-Brandgraben und den Bohnengraben in den Jänickendorfer Graben entwässert. Nördlich befindet sich das Waldgebiet Neuer Grabenhorst, nordöstlich das Naturschutzgebiet Stärtchen und Freibusch.

## Geschichte
Die Försterei Holbeck erschien erstmals im Jahr 1885 in den Akten. Der Wohnplatz gehörte zu dieser Zeit der Gemeinde Woltersdorf. Im Gebäude lebten neben dem königlichen Förster noch weitere sieben Personen (1895). Eine weitere Erwähnung existiert aus dem Jahr 1905; im Wohnplatz lebten mittlerweile nur noch fünf Personen. Im angrenzenden Forst wurden insbesondere Eichen geschlagen und nach Berlin und Potsdam verkauft. Im Jahr 1993 entstand aus zwanzig zuvor eigenständigen Gemeinden die neue Gemeinde Nuthe-Urstromtal, zu der seit dieser Zeit auch das Forsthaus Holbeck West als Wohnplatz zählt.

## Kultur und Sehenswürdigkeiten
Am Ort führt die Fläming-Skate entlang.